# Građani
Građani (cyr. Грађани) – wieś w Czarnogórze, w gminie Cetynia. W 2011 roku liczyła 25 mieszkańców.